# Сан Джорджо Монферато
Сан Джо̀рджо Монфера̀то (на италиански: San Giorgio Monferrato; на пиемонтски: Domeo, Сан Джорс Монфъра) е село и община в Северна Италия, провинция Алесандрия, регион Пиемонт. Разположено е на 281 m надморска височина. Населението на общината е 1279 души (към 2010 г.).